# Venezillo nigrorufus
Venezillo nigrorufus là một loài chân đều trong họ Armadillidae. Loài này được Dollfus miêu tả khoa học năm 1893.